# Yadgar Muhammad Mirza
Yadgar Muhammad Mirza, död 1470, var en monark ur timuriderdynastin. Han var regerande sultan i Timuriderriket mellan 1469 och 1470.